# A félkegyelmű
A félkegyelmű Fjodor Mihajlovics Dosztojevszkij egyik jelentős regénye. Főszereplője Lev Nyikolajevics Miskin herceg, a „jó ember” idealizált típusa, aki, noha nem túlzottan (de azért épp eléggé) okos, ugyanakkor gyermekien tiszta (ártatlan, kedves, naiv és megbocsátó). A herceg hosszas betegség után érkezik haza Oroszországba, és próbál – nem csak ő tehet róla, hogy tragikusan sikertelenül – beilleszkedni az ottani életbe. A félkegyelmű tartalmaz társadalomrajzot (talán szatírát is), és az íróra oly jellemző lélektani és önéletrajzi elemeket.

## Történet
|  | Alább a cselekmény részletei következnek! |

### Első rész

#### Miskin Pétervárra érkezése
Lev Nyikolajevics Miskin herceg árva volt, akit gyermekkorában epileptikus idegrohamok gyötörtek, annyira, hogy teljesen elvesztette kapcsolatát a külvilággal, és – saját szavaival élve – „szinte félkegyelművé” vált. Jólelkű gyámja, Ny. A. Pavliscsev, Svájcba küldte nevelkedni egy szanatóriumba, ahol, bár nem gyógyult meg teljesen, idővel szinte tünetmentessé vált, és visszanyerte értelmét és lelki egyensúlyát. Továbbá a neveltetésére szánt pénzforrás is elapadt. Így hazaküldik Oroszországba, ahova egyetlen köpenyben, koldusszegényen érkezik meg. A vonaton összeismerkedik a kereskedőcsaládból származó, középbirtokos Parfjon Szemjonovics Rogozsinnal, aki nagyobb összegű öröksége átvétele miatt utazik Szentpétervárra, hogy aztán megkérje a városszerte ismert és irigyelt, csodaszép és rendkívül karizmatikus nagyvilági nőt, Nasztaszja Filippovna Baraskovát (aki a herceghez hasonlóan szintén árva); s aki felett A. I. Tockij, egy gazdag és befolyásos férfi gyámkodik – de a nő a kitartottja is, és részben emiatt, részben eléggé fura, határozott természete miatt, rossz hírű. A herceg összeismerkedik egy Lebegyev nevű, meglehetősen sznob viselkedésű hivatalnokkal, az aktuális pletykák és bonyolult nagyvilági kapcsolatok önjelölt, de kétségkívül tehetséges tudorával is, aki csak a regény második részében jut jelentősebb szerephez.
Miskin Pétervárott Tockij egyik közeli ismerősét, Jepancsin tábornokot keresi fel először, mert felesége, Lizaveta Prokofjevna, a Miskin család egyetlen másik élő tagja (bár lehetséges, hogy csak névrokonok). Jepancsin megszánja a herceget, és szerény, de biztos írnoki állást ad neki, valamint szállást is kap Gavrila Ardalionovics Ivolginnál, azaz Ganyánál, a titkáruknál, aki szép reményű és törekvő, tisztes, de szegény családba született fiatalember. A herceg Lizaveta Prokofjevna házában megismerkedik az idős tábornoknéval és három gyönyörű lányukkal (Adelaida, Alexandra, és a legfiatalabb Aglaja), valamint meglátja Nasztaszja Filippovna fényképét, és valószínűleg azonnal beleszeret az ismeretlen nőbe.

#### Ivolginéknál
Ganya lakásában személyesen is találkoznak, bár a találkozás sajátosan alakul, ugyanis a nő inasnak, és meglehetősen idiótának is nézi a herceget. Ganya érdekházasságra készül a nővel, akibe korábban szerelmes volt, de a házasság bizonyos körülményei miatt, már valójában gyűlöli, és ezt a nő is megtudja. Nasztaszja Filippovna meglátogatja a férfit szegényes lakásán, hogy megalázza, de egyben meg is hívja az „eljegyzésre” – illetve házába egy születésnapi estélyre, ahol, mint ígéri, végleges választ ad Ganya házassági ajánlatára. Az Ivolgin család nőtagjai (Ganya anyja, és nővére, Varja) nem fogadják szívesen a családba beházasulni készülő „rossz” nőt, aki épp erre is számít, szándékosan fitogtatja előttük felsőbbrendűségét, és lekezelően bánik velük; a formális családfőt, a szenilis, beteges hazudozó és zugalkoholista idős Ivolgin tábornokot pedig leleplezi és nevetségessé teszi, pedig az tisztelettel bánik vele.
Ganya a kirobbanó veszekedésben (illetve, a családtagok már a nő érkezése előtt is ezen veszekedtek), dühében végül nővére helyett a lány védelmére siető Miskin herceget vágja pofon, aki pedig váratlanul és tőle szokatlan határozottsággal lehordja Nasztaszja Filippovnát a viselkedése miatt: „Nem szégyelli magát? Hát valóban ilyen lenne Ön, mint amilyennek most bemutatkozott?”. Ugyanakkor – bár nem hívták meg – a herceg minden erejét latba veti, hogy bejusson Nasztaszja Filippovna estélyére, és ez sikerül is neki.

#### Nasztaszja Filippovna születésnapja
Az estélyre Ganyán és a hercegen kívül váratlanul megérkezik Rogozsin is (illetve, a nő valószínűleg számított az érkezésére, de a többiek nem), aki már Ganya házában is ajánlatot tett a nőnek. Rogozsin százezer rubelt tesz az asztalra, és megkéri a nő kezét (illetve, formális házasságról nem is esik annyira szó). Nasztaszja Filippovna megpróbálja meggyőzni a tábornokot, Tockijt, és Ganyát, hogy ő rossz nő és megérdemli Rogozsint, „neki való vagyok és senki más nem venne el”, akik persze szemforgatva tiltakoznak, holott éppen ők hozták őt ebbe a helyzetbe.
Az egyik jó szemű vendég, Ferdiscsenko ekkor közbeszól, hogy a herceg valójában elvenné, Miskin pedig mindenki megdöbbenésére, meg is erősíti ezt, és kérésre még azt is közli, hogy levelet kapott, amely ha nem is dúsgazdaggá tevő, de elfogadható megélhetést nyújtó örökségről ad hírt, valamint biztosítja Nasztaszja Filippovnát nagyrabecsüléséről, és arról, hogy szerinte nem tehet a helyzetéről, sőt csodálatos, hogy lélekben milyen tisztán került ki belőle. Nasztaszja Filippovna végül elutasítja a herceg megmentő és megtisztelő ajánlatát, és minden gazdagságáról lemondva elviharzik Rogozsinnal a szennyes és duhaj életbe, ami ugyan végül is semmivel sem szennyesebb, mint amit kitartottként élt, de már nem élvezi a nagyvilági körök elnézését.
Elutazása előtt a nő tűzbe dobja a százezer rubelt is, de Ganyának ajándékozza azzal a feltétellel, hogy elégése előtt puszta kézzel húzza ki onnan. Ganya sem a megalázó pénzhalászatra, sem a pénz otthagyására nem képes rászánni magát: elájul (a pénzt egyébként mások kihalásszák és neki adják, de Ganya végül lemond róla, és visszaszolgáltatja).

### Második rész

#### Moszkva
Miskin herceg ezután hosszabb időre eltűnik a városból (mint utóbb megtudjuk, a Moszkvába utazó Rogozsin nyomába eredt és folyamatosan követte, de Rogozsin is őt – valamint összeismerkedett a Jepancsin család befolyásos pártfogójával, az idős Belokonszkaja hercegnével), ugyanakkor egy elég zagyva levelet küld Aglaja Ivanovnának, a legkisebb Jepancsin-lánynak, amelynek végén lelkiállapotáról érdeklődik („Boldog-e Ön? Csak ezt akartam megkérdezni.”).
Később megtudjuk, hogy a nő otthagyta Rogozsint, és kb. egy hónapig együtt éltek a herceggel egy Moszkva környéki kis faluban, de a nő aztán megszökött tőle egy katonatiszttel, azután pedig visszatért Rogozsinhoz. A hercegnek az meggyőződése, hogy csakis azért tette ezt, hogy bebizonyítsa neki, ami nem igaz: hogy tényleg romlott (vagy, amint derengeni kezd Miskinben: őrült).

#### Rogozsinnál
Ezután visszaérkezik Pétervárra (mert megtudja, hogy Rogozsin is visszajött), és az uzsorából és zugügyvédkedésből (elfogadhatóan) élő Lukjan Timofejevics Lebegyev kellemes pavlovszki nyaralójában száll meg, akivel már az első részben a vonaton találkozott. A herceg első dolga, hogy felkeresse Rogozsint a házában, akiről sejti, hogy figyelte őt már a pályaudvarra érkezéskor is (bár csak egy szempárt látott, de biztos benne, hogy Rogozsiné).
Rogozsin bizalmába fogadja vetélytársát, s bár Moszkvában Nasztaszja Filippovna rövid időre megszökött tőle a herceggel, nem bír ellenállni a Miskinből áradó ártatlan naivitásnak. Beszámol neki kapcsolatukról Nasztaszja Filippovnáról: elmondja, hogy összevesztek, mert az állandóan vacilláló nő végül nem volt hajlandó hozzá menni, mindig csak kitért ez elől; hogy Rogozsin sértegette, leszajházta és egyszer kékre is verte, hogy a nő katonatisztekkel, egy Keller nevű bokszolóval és mindenféle egyéb alakkal is kapcsolatba lépett. A herceg elmondja Rogozsinnak: fél, hogy Rogozsin megöli Nasztaszja Filippovnát (meg is lát egy új kést az asztalon). Rogozsin ugyan a késsel kapcsolatban tiltakozik (hát miért ne vehetne egy új kést), ugyanakkor megpróbálja lélekben felkészíteni a herceget az elkerülhetetlenre („De hisz épp azért jön hozzám, mert mellettem bizonyosan kés várja! … Csak azért nem veti magát a vízbe, mert én talán a víznél is rettenetesebb vagyok.”): idézi Nasztaszja Filippovna azon szavait, melyből kiderül: a nő pontosan tisztában van azzal, hogy Rogozsin a pusztulást jelenti számára, de épp ez is volt a célja, amikor őt választotta („Úgy megyek hozzád, mintha egyenesen víznek mennék”). Elmondja a hercegnek azon véleményét is, miszerint Nasztaszja Filippovna csak egy férfit szeret: Miskint, csak nem tartja magát méltónak a vele való házasságra („Mindenki tudja, mi vagyok én.”), és fél, hogy tönkretenné a herceg sorsát. Távozóban a herceg beszámol Rogozsinak mély vallásosságáról – Rogozsin hozza szóba a dolgot – és némi társadalmi küldetéstudatáról („Sok dolgunk van a mi orosz életünkben”), végül „keresztet cserélnek”, vagyis orosz módra egyfajta „vérszerződést” kötnek, barátságban és megértésben válnak el.
A herceg következő napirendi pontja, hogy találkozzék Jepancsinékkal, a család távolléte miatt meghiúsul. A herceg fura, kába állapotba kerül, miközben Pétervár utcáin kószál – sejti már, hogy idegbetegsége visszatérőben van, és nemsokára rohamot kap – és Rogozsinnak tett ígérete ellenére odamegy, egy kollégiumi titkár házába, ahol Rogozsin tudomása szerint Nasztaszja Filippovna is megszállt – de nem találja ott, viszont rájön, hogy Rogozsin egész nap követte. A herceg nem bírja rászánni magát, hogy ismét találkozzon vele, hazafelé indul a szállodája kapujáig, ahol az őrülettől szikrázó szemű Rogozsin már várja, és ráemeli azt az új kést. Miskint csak a hirtelen bekövetkező idegroham menti meg a haláltól, eszméletlenül szállítják Lebegyev nyaralójába.

#### A szegény lovag
Lebegyev nyaralójában egész társaság gyűlik össze azok közül, akik megismerték, és szerették, tisztelték a herceget: Lebegyev, a Jepancsin család négy nőtagja, Ivolgin tábornok és két fia, Ganya és Kolja Ivolgin (Ganya öccse, aki a herceg legjobb barátja lett), ott van Scs. herceg (Jepancsinék barátja), valamint Jevgenyij Pavlovics (Aglaja Jepancsina jövendőbeli vőlegénye a család tervei szerint). Többen úgy tudják, a herceg „halálos ágyán” fekszik, szerencsére erről szó sincs: hamarosan jobban lesz.
A vadóc és szeszélyes Jepancsin-lány, Aglaja egy Puskin-versre, a Szegény lovagra tereli a szót, és ügyesen kierőszakolja, hogy elszavalja a társaságnak: egy becsületes lovagról versel, aki eszményített egy nőt (a versben A. N. D., de Aglaja e kezdőbetűket N. F. B.-re cseréli), kiégett minden valóságos földi nő számára, sisakrostélyát nem emelte fel már senkinek, végül várába zárkózott és „őrültként kiszenvedett”. A kezdőbetűkön kívül a vers záró sorai is nyilvánvaló utalást rejtenek Miskinre, akit megérkezésekor sokan neveztek tapintatlanul „félkegyelműnek”, s e jelző végig kíséri Oroszországban.

#### Burdovszkijék látogatása
Ezen kívül még egy disszonáns hangulatot hagyó, ízetlen esemény történik: négy ember érkezik a nyaralóba: három fiatalember (Antyip Burdovszkij; Vlagyimir Doktorenko, aki Lebegyev unokaöccse, valamint a tüdőbajos Ippolit Tyerentyev), a box-bajnok Keller kíséretében. Sajátos stílusban pénzt akarnak kicsikarni Miskintől – mint mondják: „Nem kérünk, hanem követelünk”, azon a címen, hogy Burdovszkij fia volt Pavliscsevnek, Miskin gyámjának, míg a herceg csak mostohafia, és ezért Burdovszkijt erkölcsi alapon megilleti Miskin vagyonának nagyobbik része. Jogi szempontból nem igazolható a követelésük, ezt ők is bevallják, kizárólag erkölcsökre és Miskin emberiességére hivatkoznak, ez azonban nem akadályozza meg őket, hogy bántó, néha egészen pökhendi stílusban követelőzzenek és sértegessék Miskint és környezetét.
A társaságot nem éri túl nagy meglepetésként az érkezésük, sőt legtöbbjük (különösen Jepancsinék) meglehetősen ismerik az ügyet, úgy tűnik. Lizaveta Prokofjevnánál még egy kommunista szellemű vicclap is van, ami egy cikkében foglalkozik Miskinnel és Burdovszkijjal; az asszony annyira felháborodik rajta, hogy rákényszeríti Kolját a felolvasására, azt várva, hogy a herceg a cikket meghallva azonnal kidobja a pénzkövetelő társaságot.
A cikk, amely rendkívül durva rágalmakat szór mind Miskin családjára, mind a gyámjára, mind a hercegre magára, fő mondanivalója a következő: Miskin gyámja könnyelmű és élvhajhász ember volt, és elcsábított egy cselédlányt, akitől gyermeke született, az azonban nem az apa nevét viselte, mert az hozzáadta a lányt egy hivatalnokhoz. A fiú, aki beteges anyját (aki nemsokára meghalt és így a fiú elárvult) leckék tartásából kénytelen eltartani, felkereste Miskint, akinek így kellett volna gondolkodnia: „Egész életemben élveztem P. jótéteményeit, aki neveltetésemre és idiotizmusomból való kigyógyíttatásomra tízezreket költött, nekem most millióim vannak, de az az óriási összeg voltaképp nem az enyém. Ez csupán a vakszerencse tévedése volt, és sokkal jobb helyen lenne Burdovszkijnál, aki nem idióta, viszont szegény. Őrá kellene költeni, nem rám, aki csupán a könnyelmű és feledékeny P. fantasztikus szeszélyének szüleménye vagyok. Ha valóban nemes, finom és igazságos volnék, akkor egész örökségem felét oda kellene adnom a fiának, de legalábbis azokat a tízezreket, amiket Svájcban a gyógyíttatásomra költöttek …”. Mikor Burdovszkij képviselője felkereste Miskint, a hercegnek volt képe – mint a cikk írja – egy ötvenrubeles bankót küldött neki alamizsnaként …
Amint kiderül, a cikket főképp Keller fogalmazta, de Lebegyev is segített (aki a rá jellemző sajátos módon szinte örömmel bontotta ki az igazság végső részleteit: „Aljas vagyok! Aljas vagyok!” – miután már lelepleződött); Burdovszkij tudott róla, de a pénzkövetelők többsége nem, és akik igen, azok sem mind helyeselték a megjelentetését. Szintén kiderült – Gavrila Ivolgin zseniális utánajárásának nyomán, akire ezt az ügyet a herceg bízta – hogy a cikkből gyakorlatilag egy szó sem igaz: ahogy a rágalmazó cikkekkel lenni szokott, legtöbb állításának van alapja (noha nem mindnek), egészében véve mégis gyalázatos és félrevezető hazugság, koholmány. A hercegre sosem költött Pavliscsev tízezreket, hanem valószínűleg nem sokkal többet három-négyezer rubelnél, vagy még annyit sem, és Miskin nem örökölt milliókat; csak ennek töredékét (azonkívül ebből az összegből követeléseket is ki kellett elégítenie), Pavliscsev egyáltalán nem volt élvhajhász, hanem nagyon is tisztességes és jólelkű, főképp pedig: Burdovszkij nem fia Pavliscsevnek, hanem unokatestvére annak a korán meghalt nőnek (aki tényleg cseléd volt), akibe szerelmes volt és akivel házasságot terveztek, Burdovszkij anyja (Pavliscsev szerelmének testvére, aki a cikk állításával ellentétben még életben van) pedig önként ment feleségül az idősebb Burdovszkijhoz, aki valóban és nem csak név szerint apja az ifjabb Burdovszkijnak. Valóban suttogták Pavliscsevről, hogy viszonyt tartott fenn a későbbi Burdovszkijnéval (hiszen különben miért gondoskodott volna róluk és a gyermekükről), de ennek semmi alapja (mellesleg az is kiderült, hogy a cikknek az az állítása sem igaz, hogy Miskin ötven rubellel szúrta ki Burdovszkij szemét, valójában kétszázötvennel, de többet tervezett adni).
Miután a dolog tisztázódott, a vendégek nagy derültségére a társaság visszavonulót fújt. Azonban a herceg sajátos logikával úgy döntött, mégiscsak ad tízezer rubelt Burdovszkijnak, akiről egyértelműen kiderült, hogy becsapták és félrevezették, s így jóhiszeműen mondta magát Pavliscsev fiának, s így ebből a szemszögből nézve, valamilyen mértékben „szinte tényleg a fia Pavliscsevnek” (Burdovszkij a pénzt nem fogadta el, mint egy későbbi levelében írja: „… Túlságosan is meggyőződtem arról, hogy ön, kedves uram, különb, mint mások. … Én sohase fogadok el öntől egy kopejkát sem, de ön segített anyámon, és ezért hálára vagyok kötelezve ön iránt … Mindenesetre másképpen nézek önre … azt hiszem, hogy ezek után miközöttünk semmiféle kapcsolat nem lehet. A.B.”).
Jepancsinék (főleg a valódi családfő, azaz Lizaveta Prokofjevna, pedig talán ő az egyetlen a társaságban, aki valóban, érdek nélkül szereti a herceget) nagyon megharagudnak Miskinre, mivel olyan jólelkűen bánt Burdovszkijékkal (még az is kiderült, hogy titokban pénzt küldött az anyjának is, illetve azt tervezte, hogy másnap felkeresi Burdovszkijt és könyörögni fog, fogadjon el tőle pénzt, amit Lizaveta Prokofjevna hallatlannak tart), illetve mert végig kellett hallgatniuk a meglehetősen ízetlen és botrányos „tárgyalást” (az már nem zavarta Lizaveta Prokofjevnát, hogy ő makacskodott, hogy fel kellett olvasni a cikket). De a szegény asszonyt még a ház előtt utoléri a büntetés: egy hintó robog el a nyaraló előtti úton, egy percre megáll, és Nasztaszja Filippovna szól ki belőle: elújságolja Aglaja udvarlójának, Jevgenyij Pavlovicsnak, hogy Kupfer nevű uzsorástól megvették (mármint ő és Rogozsin) a váltóit harmincezerért, Biszkuppal pedig (egy másik uzsorás, nála valószínűleg szintén váltói voltak Jevgenyij Pavlovicsnak) hamarosan megegyeznek. Az eseményt Lizaveta Prokofjevnán kívül (aki büszkén elviharzik, otthagyván Jevgenyij Pavlovicsot) mindenki teljes értetlenséggel fogadja, legfőképp maga Jevgenyij Pavlovics csóválja a fejét – vagy legalábbis úgy tesz.

#### Miskin és Lizaveta Prokofjevna kibékülése
Három nap múlva, este hétkor váratlanul felkeresi a herceget Lizaveta Prokofjevna, hogy kivallassa Miskint Moszkvából Aglajának írt leveléről (a levél megírása óta két vagy maximum két és fél hónap telhetett el). Maga a herceg is elismeri, hogy a levél totális zagyvaság, de, mint mondja, „őszintén írta, azzal a reményel eltelve, hogy Jepancsinéknál nem számít külföldinek, és megértésre talál” – de biztosítja az aggódó asszonyt, hogy nem szerelmes Aglajába. Lizaveta Prokofjevna elmondja Miskinnek: sosem egyezik bele, hogy Aglaja a herceg felesége legyen; ugyanakkor rögtön rákényszeríti a herceget, esküdjön meg, hogy soha nem vette feleségül „azt”, ti. Nasztaszja Filippovnát, és beszél arról is, hogy ejtették Jevgenyij Pavlovicsot.
Az asszony beszámol Miskinnek azokról a herceg számára nyugtalanító hírekről, miszerint Ganya Ivolgin, a húga révén, folyamatosan kapcsolatban áll Aglajával, és szemmel látható, hogy Ivolginéknak házasság előkészítése a céljuk, továbbá arról is, hogy Aglaja Nasztaszja Filippovnával is kapcsolatot tart fenn. Az asszony meggyőződik arról is, hogy Miskinnek már semmi köze Nasztaszja Filippovnához, különösen nem a napokkal azelőtti hintós-váltós jelenethez.
A herceg végül megmutatja Lizaveta Prokovjevnának Burdovszkij levelét (pedig az a beszélgetés elején azt ígérte, „ha szóba hozod azokat a pimasz kölyköket, én felállok és végképp szakítok veled”), ezen kis híján ismét összevesznek. Lizaveta Prokofjevna ugyanis tovább csépeli Burdovszkijt („megháborodott a büszkeségtől meg a hiúságtól”), Miskin viszont az asszony szemébe mondja, hogy úgy látja, csak színlel, és valójában örül a levélnek, noha titkolja (valószínűleg: mert szégyelli, hogy a félkegyelmű és nem ő maga ítélte meg helyesen Burdovszkijt), mint ahogyan mindig is titkolta a legjobb érzéseit. A jólelkű, de hirtelenkedésre hajlamos Lizaveta Prokofjevna megsértődik, menni készül, és megtiltja a hercegnek, hogy még egyszer átlépje a küszöbüket; mire Miskin felvilágosítja, hogy nem sokkal korábban Aglaja ezt már megtiltotta neki egy Kolja által kézbesített levélkében:
Lev Nyikolajevics herceg! Ha ön a történtek után meg akar lepni azzal, hogy felkeresi a nyaralónkat, akkor biztosíthatom, nem tartozom azok közé, akik ennek örülni fognak – Aglaja Jepancsina.
Erre Lizaveta Prokofjevna még dühösebb lesz, részben a hercegre, részben Aglaja hebehurgyaságára, aki nem tudja, hogy „egy félkegyelműnek nem lehet ilyen levelet írni, mert szó szerint veszi” – és akinek „épp egy ilyen bolond kell, rég nem látott, hát azért kért, hogy gyere”. Maga ragadja karon a herceget, és vonszolja a Jepancsin-házba, hogy végre helyre jöjjön a barátságuk.

### Harmadik rész

#### Incidens a parkban
A herceget szívesen fogadják Jepancsinéknál. Jevgenyij Pavloviccsal megvitatják az orosz liberalizmus viselt dolgait, főképp, hogy nemzetellenes-e; a beszélgetés azonban hirtelen a herceg, majd Aglaja kitörésébe torkollik (Miskin váratlanul biztosítja Jevgenyij Pavlovicsot nagyrabecsüléséről, majd, miután a társaság értetlenkedik, ócsárolni kezdi saját idétlenségét; mire Aglaja dühösen ráförmed, hogy „ebben a társaságban senki nincs, aki megérdemelné ezeket a szavakat, és fölérne önnel”). Aglaja azonban azt is nyíltan megmondja, esze ágában sincs feleségül menni a herceghez, hiába cukkolják ezzel három napja. A herceg biztosítja, hogy neki nem volt szándékában megkérni, „valaki megrágalmazott Ön előtt”. Hamarosan kiderül, kire gondolhat.
Miután így mindent szépen megbeszéltek, nagy lesz a vidámság, és ahogy tervezték, kimennek a közeli közpark egy kis pados részébe, zenét hallgatni (egy kis kerti zenekar szokott ott koncertet adni). A herceg karon fogva vezeti Aglaját a padhoz, és kellemesen érzik magukat – ámde ekkor megjelenik Nasztaszja Filippovna.
Már a megjelenése is botrányt kelt, de a nő nem éri be ennyivel: úgy tesz, mintha közeli ismerőse lenne Jevgenyij Pavlovicsnak, és tájékoztatja őt arról, hogy nagybátyja, Kapiton Alekszejics Radomszkij, agyonlőtte magát, mert nem tudott elszámolni több százezer rubel kincstári pénzzel. A nő céloz rá, hogy Pavlovics azért ment idő előtt nyugdíjba, mert tudott a kirobbanóban lévő botrányról, azonkívül felfedi, hogy mindez anyagilag mélyen érinti a férfit, hiszen nem kapja meg az örökséget, amire annyira számított. Pavlovics csak falfehéren áll, de közeli barátja, egy katonatiszt (Molovcov főhadnagy, mint Keller később elárulja), nem bírja türtőztetni magát, és kifakad: „Korbács kellene ide, másképp nem lehet bírni ezzel a döggel.” A nő vérig sértődik, kiragad egy pálcát egy ott álldogáló kezéből, és képen vágja vele a tisztet, mire az puszta kézzel nekiugrik. Miskin, Keller és Rogozsin megvédik Nasztaszja Filippovnát a rút helybenhagyástól, a tiszt eközben úgy mellbe löki a karját megragadó herceget, hogy az három lépésnyire elrepül – Keller, a nyugalmazott főhadnagy azonban lefogja a dühödt Molovcovot, míg Rogozsin elvonszolja a nőt a színhelyről.
A tiszt megkérdezi a herceg nevét. Sokan – így pl. Aglaja és Keller – biztosra veszik, hogy nemsokára párbajra hívja majd a herceget, az azonban nem különösebben törődik a dologgal, amit szerencsére leginkább a bátorságának tulajdonítanak. A herceggel Aglaja, Keller és Ivan Fjodorovics Jepancsin is szóba elegyedik az incidens után, s utóbbitól elég megdöbbentő értesüléseket kap: Pavlovics egy hónappal ezelőtt megkérte Aglaja kezét, de az kikosarazta, amikor pedig az apjával beszéltek az ügyről – és össze is vesztek – Aglaja kibökte, hogy Nasztaszja Filippovna a fejébe vette, hogy összeházasítja Miskinnel.
A herceg számára azonban még több megpróbáltatást tartogat ez a nap. Végre van ideje elolvasni a levelet, amit Aglajától kapott: találkozóra hívja másnap reggelre a parkbeli padhoz. A parkban pedig még Rogozsinnal is összefut: Nasztaszja Filippovna is találkozóra hívja, sürgősen, de a herceg csak másnapra hajlandó ezt beütemezni.
A nap partival és pezsgőzéssel zárul, mert a hercegnek születésnapja van. Eközben a legfontosabb események, hogy Lebegyev és Ippolit is filozófiai előadást tartanak (egyébként Ippolit kibékült a herceggel, akit eddig nem titkoltan gyűlölt, és a nyaralóba költözött), Ippolit felolvas egy elég csapongó és túlságosan is személyes jellegű esszét, naplóféleséget („Nélkülözhetetlen magyarázat” címmel, de később csak „Gyónás”-ként emlegetik), azután pedig sikertelenül öngyilkosságot kísérel meg egy elégtelenül beüzemelt (gyutacs nélküli) pisztollyal – hogy szándékosan vagy véletlenül hiányzott-e belőle a gyutacs, arról eltérnek a vélemények.

#### Beszélgetés Aglajával
A fárasztó és idegileg egy közönséges ember számára is megterhelő események után a herceg kora reggel kiül a megbeszélt helyre, hogy találkozzék Aglajával. Aglaja azt állítja, azért hívta ide a herceget, hogy „legyenek jó barátok”, de amint kiderül, emellett több értelemben is főleg Nasztaszja Filippovna a találkozás oka.
Aglaja elmondja a hercegnek, hogy nagyra becsüli, még ha esetleg valóban „gyengeelméjű” is – de az embernek kétfajta esze van: egy fő (ami a herceg esetében nemcsak jól, de a környezetéhez képest kiemelkedően működik) és egy nem fő; mindezek és az iránta érzett tisztelet alapján szeretné a barátjának tudni, és a segítségét kérni ahhoz, hogy elszökhessen otthonról – ugyanis roppantul unja, hogy otthon afféle „kis bolondnak” tartják és állandóan férjhez akarják adni; főképp ezért kosarazta ki Jevgenyij Pavlovicsot is, most pedig külföldre kíván menni, és – például – neveléssel foglalkozni. Magyarázatot ad a „szegény lovag”-jelenetre („meg akartam dicsérni valamiért, de ugyanakkor meg is akartam bélyegezni a viselkedése miatt, és be akartam bizonyítani, hogy mindent tudok”), és
biztosítja a herceget arról, hogy nem szerelmi légyottra hívta ide, továbbá számon kéri a hercegtől, hogy merészelt neki szerelmes levelet írni – de amikor a herceg ecseteli neki a levélírás körülményeit (épp ebben az időben élt együtt egy kis faluban „azzal az undok nőszeméllyel”), azonnal megérti, milyen érzések hatására írta a herceg a levelet. Aglaja bevallja továbbá, hogy Gavrila Ardalionovicsot szereti (bár lehet, hogy ezt csak kitalálta), végül pedig megmutatja Miskinnek Nasztaszja Filippovna Aglajához írt leveleit. Ezek a fura levelek, melyekben főleg arról esik szó, hogy Miskin szerelmes Aglajába, és hogy Nasztaszja Filippovna szeretné őket boldognak látni, vitára adnak okot Miskin és Aglaja közt, Miskin szerint csupán annak bizonyítékai, hogy Nasztaszja Filippovna őrült, Aglaja szerint azonban a nő egyszerűen féltékeny rá – mindenesetre megkéri Miskint, hogy állíttassa le ezeket a leveleket, mert számára nagyon kényelmetlenek.

#### Nasztaszja Filippovna elbúcsúzik Miskintől
A nem barátságtalan, de azért heves vitának Lizaveta Prokofjevna észrevétlen érkezése vet véget. Jepancsinéknál – ahol Aglaja ragaszkodik hozzá, hogy Ganyát szereti – hamar tisztázzák az ügyet.
Másnap Miskin részesévé válik egy kellemetlen lopási ügynek: Lebegyevnek eltűnik több száz rubelje, és csakis Keller, Ivolgin tábornok vagy Ferdiscsenko lehet a tettes – Keller azonban szinte azonnal tisztázódik. Hazafelé tartva Jepancsinéktól, a parkban Nasztaszja Filippovna vár rá, aki térdre veti magát előtte, majd megkérdezi, hogy boldog-e. Miskin képtelen felelni („Csillapodj le, és állj fel!”), mire a nő elbúcsúzik tőle („Holnap elutazom, ahogy parancsoltad – Isten veled!”), és elindul, Rogozsin pedig ott terem és elvezeti, de nemsokára visszatér; és vele is vált pár szót.

### Negyedik rész

#### Előzmények
Mielőtt Miskin herceg további sorsát megismernénk, újra bepillanthatunk Ivolginékhoz, akik a változatosság kedvéért – veszekednek. Először is Ganya veszik össze Ippolittal (aki Ganya apósához, Ptyicinhez és feleségéhez, Varja Ivolginához költözött a hercegtől, vagyishogy Lebegyevtől), azután Ippolit veszekszik Ivolgin tábornokkal (nemsokára megtudjuk, hogy ő volt a tolvaj Lebegyevéknél, de Lebegyev nem leplezte le; mégis kitudódott a dolog, Ganya mindenesetre megtudta), azután a már felpaprikázott Ganya az apjával is összeveszik, aki kiátkozza, elhagyja a házat, majd nemsokára, miután beszámol Miskinnek a Napóleonnal kapcsolatos állítólagos élményeiről, szakít vele; kiutáltatja magát Jepancsinéktól is, és hirtelen szélütésben meghal.

#### Aglaja
A következő hetekben Miskin szorgalmasan el-eljárogat Jepancsinékhoz, hamarosan nyilvánvalóvá válik, hogy nem egészen közömbösek egymás iránt Aglajával – még Varja Ivolgina előtt is, aki bátyját, Ganyát szeretné hozzáadatni Aglajához. Aglaja állandóan kigúnyolja Lev Nyikolajevicset, vagy összeveszik vele és hazazavarja – egyszer például színvallásra kényszeríti, hogy megkéri-e a kezét vagy sem, a herceg igent mond, mire Aglaja gonoszul tréfálkozni kezd vele („Nem akar ön kamarás lenni?”), kikosarazza, majd elnézést kér tőle a tréfáért – a herceg pedig mindezt tűri, és úgy viselkedik, akár egy kiskutya. Az öregek sem örülnek teljes egészében annak, hogy Miskin lesz Aglaja férje (voltaképp mindketten örülnek a lelkük mélyén, mert szeretik a herceget; de szégyellik is ezt), hiszen nemcsak, hogy olyan, de eléggé műveletlen, képzetlen és vagyona sem akkora, mint egy herceghez illik – noha nem a társadalmi konvenciók miatt aggódnak, hanem Aglaja boldogsága miatt.
A herceg azonban nagyon beleillik a kis családi körbe: olyan dolgokról tud elbeszélgetni Aglajával, amit még ők sem értenek; máskor meg csak figyelmesen hallgatja. Úgy döntenek, megpróbálják elfogadtatni a nagyvilággal ezt a házasságot, és egyúttal a herceget is bevezetni az előkelő társaságba. Estélyt rendeznek, amelyen sok kiemelkedő reputációjú személy vesz részt, elsősorban Belokonszkaja hercegné, Aglaja keresztanyja és a Jepancsin-család patrónája. Aglaja figyelmezteti a herceget, hogy ne heveskedjen, ne lelkesüljön, mert még leveri az értékes családi porcelán vázát az asztalról – és végül mégis, bár Miskin egész este igyekszik erre koncentrálni, beteljesedik a rémálom: tűzbe jön, fellelkesül (pedig mindenki figyelmezteti) a rá jellemző módon, hevesen fejtegetni kezdi Róma-ellenes nézeteit és sajátos, kereszténységen alapuló orosz messianizmusát, ráadásul kóros őszinteséggel ecseteli saját „hitványságát”, érzéseit, mint pl. az estéllyel kapcsolatos félelmeit – és egy váratlan pillanatban egy suta karmozdulattal leveri és összetöri az értékes japán vázát. Mindenki azonnal megbocsát neki, de ez csak olaj a tűzre: ezen ismét fellelkesül … mígnem idegrohamot kap. Egyszóval, számára az estély teljes katasztrófa.

#### A két nő összecsapása
Idő kell, hogy Miskin kiheverje a rohamot, de túlesik rajta; s néhány nappal később, amikor megérkezik hozzá Aglaja, már kalapban, kabátban várja, ugyanis Ippolit szólt neki, hogy aznap Aglaja személyesen tesz látogatást Nasztaszja Filippovnánál, Miskin pedig vele akar menni – de ezek szerint Aglaja is magával akarja vinni a herceget. Együtt indulnak a másik nő szálláshelyére, Darja Alexandrovna elég közeli házába. Rogozsin és a nő már várja őket. Aglaja és Nasztaszja Filippovna rútul összevesznek: a két nőben nincs meg az az emelkedettség, ami Miskint és Rogozsint őszinte barátokká tette – a két nő is őszinte egymáshoz, csak épp nem bírják elviselni a másik véleményét. A hercegnek egyébként az a benyomása a vitáról, hogy Aglaja főképp azért szervezte ezt a találkozót, hogy a vetélytársa iránt érzett lenézését és gyűlöletét kimutathassa, s bár Nasztaszja Filippovna sem várt sok jót tőle, de mégis, volt egy titkos reménye (nem derül ki, mi) – amiben csalatkoznia kellett.
Nem sorolhatjuk itt fel mindazt, amit a két nő egymás fejéhez vagdos a vita során, a leglényegesebb dolgok a következők: Aglaja bevallja, hogy szereti a herceget, és felszólítja Nasztaszja Filippovnát, hogy ne merészeljen neki többé nevetséges leveleket írni, ugyanis amikor elhagyta Miskint, eljátszotta a jogát arra, hogy beleavatkozzon az életükbe. Eleinte nem is értette egészen, mi volt a célja a levelek megírásával, azt hitte, el akarja idegeníteni őt Miskintől, és rossz színben feltüntetni a herceget (ti. emlékeztetni arra a tényre, hogy szeretőt tart), de később belátta, hogy az egész levélírás mögött szenvelgés és Nasztaszja Filippovna mérhetetlen, sértett hiúsága lakozik: ha igazán tisztességes nő lenne, nem úgy hagyta volna ott Tockijt, ahogy a születésnapi estélyen történt, és nem alacsonyodott volna le Rogozsinhoz, hogy „a bukott angyalt játssza”, hanem elfogadta volna a herceg megtisztelő ajánlatát – sőt, a legtisztességesebb az lett volna, hogyha elmegy mosónőnek.
Ennél a pontnál a másik, eddig magát türtőztetni igyekvő nőben is „elszakad a cérna”: leleplezi Aglaja valódi indítékait a találkozóval kapcsolatban – tudniillik, hogy nagyon fél a vetélytársától, és emiatt szeretne megbizonyosodni róla, hogy a herceg már valóban nem szereti őt. Nasztaszja Filippovna először, úgy tűnik, lemond a hercegről, kidobja Aglaját és felszólítja, „vigye a kincsét is” (ti. Miskint), majd sírva fakad – de sajnos, az érzelmei elragadják, és valóban annyira hiú és büszke, hogy képtelen elviselni a vereséget: meggondolja magát, és magából kivetkőzve azzal fenyegetőzik, hogy elküldi Rogozsint, a hercegnek pedig – minthogy ez csak egy szavába kerül – „megparancsolja”, hogy maradjon ővele. Sőt, nem is fenyegetőzik: ahogy sértetten monologizál, és egyre jobban belelovalja magát ezekbe a gondolatokba (hogy csak azért szökött meg a hercegtől, hogy szabaddá tegye, de Aglaja ráébresztette arra, hogy most már mennyire nem akarja ezt), valóban elküldi Rogozsint, majd Aglajához fordul: „Ha most nem jön ide hozzám (ti. Miskin), ha nem fogad el engem, és nem dob el téged, akkor vidd, lemondok róla …”
A hercegnek alig van ideje felfogni, hogy választás elé állították. Csak azt látja, hogy Nasztaszja Filippovna mennyire elvesztette az önuralmát, így szemrehányóan fordul Aglajához: „Hát szabad ezt? Hiszen olyan szerencsétlen …” A habozása csak egy pillanatig tart, de Aglaja ezt sem képes elviselni: gyűlölettel teli tekintete Miskinbe fojtja a szót, majd kétségbeesve elszalad. Miskin utánamenne, de Nasztaszja Filippovna nem hagyja. Elküldi Rogozsint, aki az előbb csak azért ment el, hogy Aglaját kiengedje a kapun, de most veszi a kalapját, és megy, míre a nő szinte győzelmi táncot jár örömében: „Az enyém … hahaha! És én még majdnem odaadtam annak a kisasszonynak! Hát miért? Minek? … Én őrült, én őrült … Takarodj, Rogozsin, hahaha!”

#### Egy újabb elmaradt esküvő
Az események után Lev Nyikolajevics mégsem marad sokáig Darja Alexandrovna házában, hanem Jepancsinékhoz indul. Aglaja azonban nincs ott, és a szülők sem tudnak róla semmit, mindenesetre csúnyán összevesznek; nemsokára megszakítanak minden kapcsolatot a herceggel. Mint később megtudjuk, Aglaja Ivolginékhoz ment, az események után nem mert a szülei szeme elé kerülni, azok azonban Varja Ptyicina segítségével megtalálták. Aglaja három napig beteg volt, és azután is felfokozott, hisztérikus idegállapotban volt még sokáig; a herceg heteken át minden nap kereste, de nem fogadták. Nemsokára el is költöztek a városból.
„Egy herceg, miután botrányt okozott egy köztiszteletben álló, jól ismert családnál, és szakított a család egyik leányával, aki már a menyasszonya volt, belehabarodott egy közismert szajhába, megszakított minden régebbi kapcsolatot, és minden fenyegetés, a közönség általános felháborodása és minden egyéb ellenére, itt, Pavlovszkban, nyíltan és nyilvánosan, emelt fővel, mindenkinek nyíltan a szemébe nézve, már a napokban meg akar esküdni azzal a becstelen nőszeméllyel …”
Ilyen és ehhez hasonló pletykák terjednek széltében-hosszában … annyi azonban kétségtelen, hogy két héttel a Darja Alexandrovna házában történt összecsapás óta, Miskin és Nasztaszja Filippovna esküvője valóban ki lett tűzve este nyolcra. A herceg hosszasan elbeszélget Jevgenyij Pavloviccsal Aglajáról, Ippolit pedig az esküvő előestéjén ráijeszt a hercegre: óvakodjék Rogozsintól! Az esküvő napján este hét körül a herceg már a templomban várja a menyasszonyt, Nasztaszja Filippovna pedig az illő ruhába öltözve lép ki (oldalán Keller, akit násznagynak kértek fel) Darja Alexandrovna házából … a tömeg kiáltozik: ki elítélően, ki pártolóan – és ekkor váratlan dolog történik: Nasztaszja Filippovna meglátja a tömegben Rogozsint, odaszalad hozzá: – „Ments ki innen, de rögtön!” – és elszöknek. A herceg hidegvérrel fogadja a hírt – nem először történt ez vele – és csak annyit mond, hogy „Igen, az ő lelkiállapotában ez érthető volt.”

#### Rogozsin, a gyilkos
Miskin herceg, bár megértést tanúsít Nasztaszja Filippovna döntése iránt, ez nem jelenti azt, hogy belenyugszik. Amint tud, azonnal utazik Rogozsinékhoz. Nehezen jut be a házba, az ottaniak letagadják Rogozsint (pedig tudja, hogy ott van) – hát máshol is keresi, ahol Rogozsin vagy Nasztaszja Filippovna meg szokott szállni; mígnem az egyik utcán egyszer csak mellélép ő maga, és elvezeti a házába.
A házban Nasztaszja Filippovnával is találkozik a herceg, noha sajátos körülmények között. A nő halott, teste viaszosvászonnal letakarva fekszik, Rogozsin az éjjel leszúrta. Az éjszakát a szeretett nő hullája mellett töltik, beszélgetéssel elalvásig; mígnem reggel a Lebegyev és egy tanítónő által riasztott rendőrök jönnek értük (előbbiek látták a herceget, amint Rogozsin lakásába tart, és szerették volna elejét venni annak, hogy bántódása essék). Miskint – aki már nem érti, mit kérdeznek vagy akarnak tőle – szinte azonnal elengedik, míg a forrólázban fekvő Rogozsint letartóztatják.

#### Befejezés
Rogozsint két hónapig kezelik az eset után agyvelőgyulladással, majd tizenöt év szibériai kényszermunkára ítélik. Részletes vallomása alapján a herceget végképp felmentik minden gyanú és vád alól, Kolja és Jevgenyij Pavlovics segítsége folytán, minthogy ismét elveszti öntudatát, visszakerül Schneider svájci gyógyintézetébe. Ott néha Pavlovics meglátogatja, ahogyan Jepancsinék is, akik, mikor értesültek a herceg állapotáról, mindent megbocsátottak neki, különösen Lizaveta Prokofjevna, aki keserves sírásra is fakadt. Aglaja fejét egy „emigráns” (valójában a hatóságok elől menekülő) lengyel gróf szédíti el, hozzámegy, s így tagja lesz egy Lengyelország visszaállításáért küzdő politikai szervezetnek; azonkívül a jezsuiták karmai közé kerül, és áttér a katolikus hitre. A többi szereplő nagyjából ugyanúgy folytatja életét, mint azelőtt, kivéve Ippolitot, aki két héttel Nasztaszja Filippovna meggyilkolása után belehal tüdőbajába.
|  | Itt a vége a cselekmény részletezésének! |

## Magyarul
- A félkegyelmű, 1-2.; ford. Szabó Endre; Révai, Bp., 1910–1911 (Klasszikus regénytár)
- A félkegyelmű, 1-2.; Otthon, Bp., 1928 (Az Otthon könyvei)
- A félkegyelmű, 1-4.; ford. Szabó Endre, bev. Kuncz Aladár; Révai, Bp., 1929
- A félkegyelmű; ford. Makai Imre, utószó Török Endre, jegyz. Scher Vera; Magyar Helikon, Bp., 1960 (Helikon klasszikusok)